# Octotapnia
Octotapnia – rodzaj chrząszczy z rodziny kózkowatych. 

## Zasięg występowania
Przedstawiciele tego rodzaju występują w Ameryce Płd. od Gujany Francuskiej na płn. po Boliwię i Paragwaj na płd.

## Systematyka
Do Octotapnia zaliczane są 4 gatunki:
- Octotapnia ceiaca
- Octotapnia exotica
- Octotapnia mucunaca
- Octotapnia persona.